# Аль-Махди Аббас
Аль-Махди Аббас (араб. المهدي عباس‎; англ. Al-Mahdi Abbas) (1719 — 4 сентября 1775) — имам Йемена правивший в 1748—1775 годах (1161—1189 по арабскому стилю). Он принадлежал к семье Касимидов (Qasimid), ведущих свою родословную от Пророка Мухадеда, и которые доминировали в Зейдитском имамате Йемена в 1597—1962 годах.

## Вознесение и характер
Аббас бен аль-Хусейн (араб. عباس بن الحسين‎; англ. Abbas bin al-Husayn) был сыном имама аль-Мансур аль-Хусейн II. Когда 6 марта 1748 года умер отец Аббаса, другой его сын Али ожидал, что имамат достанется ему. Однако, мать Аббаса, африканская наложница, подготовила почву для своего собственного сына. С помощью влиятельного кади, солдат и основных управителей она добилась, чтобы её сын Аббас был принят в качестве нового имама. Он принял имя аль-Махди Аббас. Али был брошен в заключение и умер в 1759 году.
Согласно информации от его младшего современника, известного ученого Мухаммеда аш-Шоукани (англ. Muhammad ash-Shawkani, аль-Махди Аббас обладал прекрасным характером, будучи умным, дипломатическим, решительным и просто, с хорошим отношением к учёным. Он отменил несколько злоупотреблений, которые были до его правления, таких как нерегулярные наложения. Среди имамов семьи Касимидов он, кажется, был ближе всего к заидитским идеалам имама, как благочестивого и щедрой воина-царя.

## Визит Нибура

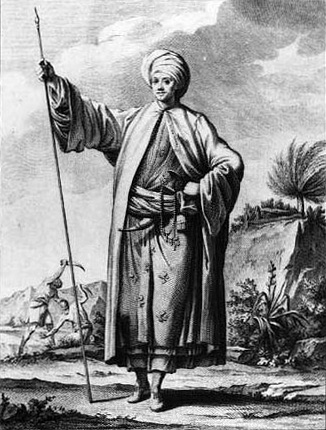
Географ и исследователь Карстен Нибур в национальных нарядах Йемена.

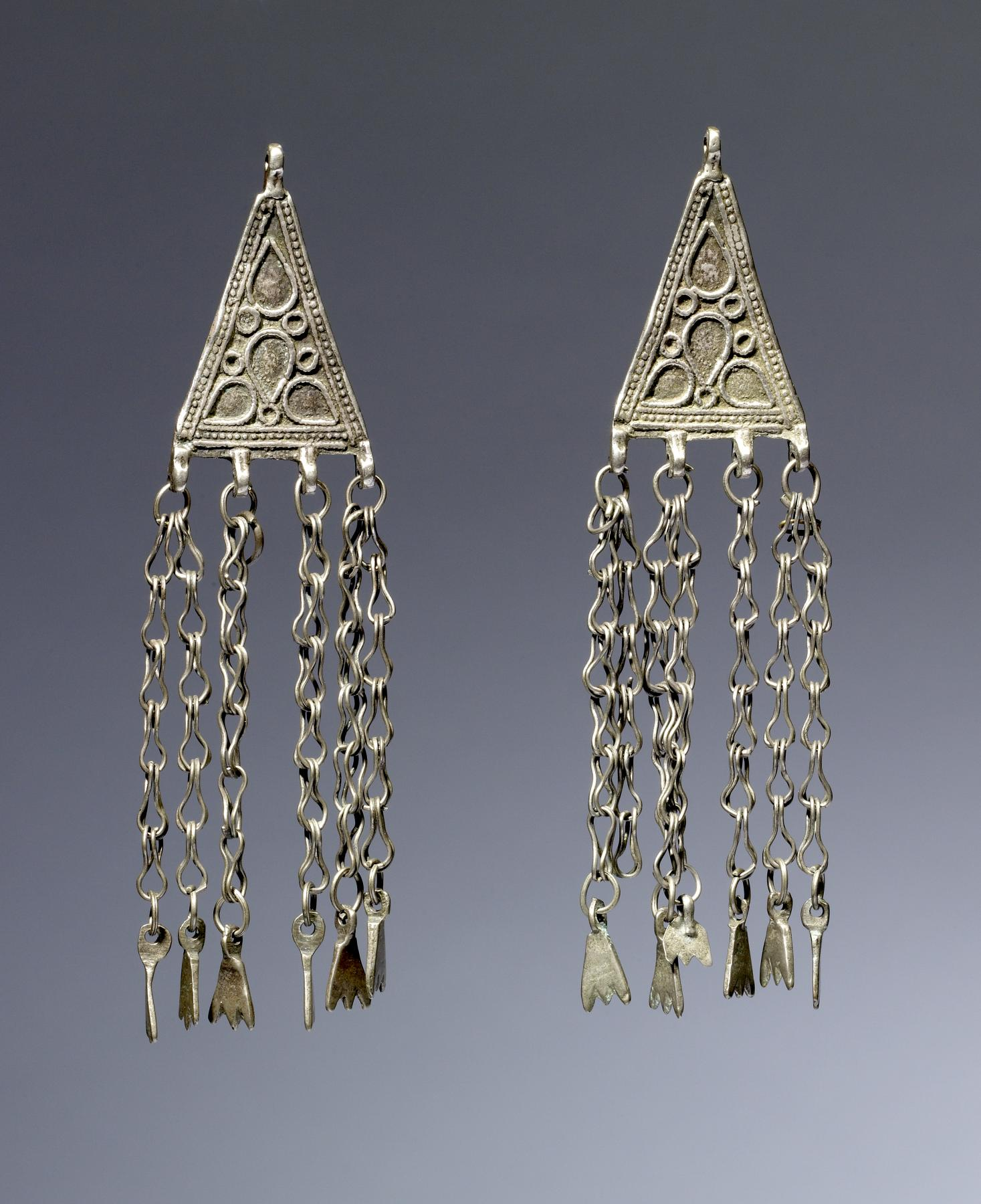
Треугольные подвески головного убора женщины. Такие украшения были частью головного убора женщины. Они крепились на по бокам повязки на голове, свисая с висков на сторы лица. Эти треугольные кусочки отлиты и имеют одну верхнюю и четыре нижние петли, которые припаяны. Передняя конструкция состоит из четырёх овалов имеющих разные направления и пяти маленьких колец между ними. Гранулированная кайма на треугольниках обрамляет орнамент. Маленькие, плоские, болтающиеся висюльки в нижней части цепи представляют собой маленькие руки. На задней стороне одной подвески штамп на арабском с именем аль-Махди. Сходство с клеймами имама аль-Махди Аббас делает вероятным, что подвески были изготовлены под его началом в период его правления в 1748—1775 годах. Название мастера серебряных украшений выгравированы на иврите на задней стороне: Yahya Habshush.

Немецкий учёный и исследователь Карстен Нибур в датской экспедиции посетил Йемен в 1762—1763 годах, будучи во главе этой научной экспедиции. В июле-августе 1963 года он был принят имамом аль-Махди Аббас, которого описал в расистских терминах: «Если бы не было у него некоторых негритянских черт, его лицо, возможно, выглядело бы приятно». Имам носили зелёную одежду с ниспадающими рукавами, расшитую золотыми кружевами. На голове он носил большой тюрбан. Нибуру и другим европейцам разрешалось поцеловать его руку и одежду. В последующем интервью Нибуру разрешили показать имаму свои научные приборы, и аль-Махди Аббас задал несколько вопросов о европейских манерах, торговли и обучении. Нибур рассказал, что в то время ряд районов Йемена были автономны или независимы от власти имама:
- Аден под собственной властью.
- Каукабан под властью Саййид господина.
- Племена Хашид и Бакил под властью нескольких шейхов в конфедерации.
- Абу Ариш под властью шерифа.
- Khawlan или Бани Амир под властью шейха.
- Саада под властью Саййида и некоторых независимых шейхов.
- Наджран под властью Makrami.
- Кахтан.
- Nihim.
- Khawlan к востоку от Санаа под властью четырёх независимых шейхов.
- Джауф или Мариб под властью шерифа и независимых шейхов.
- Яфа под властью султанов Rassas — Maidabah, Mawsatah и Qarah.

## Политические мероприятия
По сообщениям, Аль-Махди Аббас сохраняет сжатые границы государства Зайдитов действуя решительно и энергично. Его правление было перемежевано серией внутренних конфликтов, которые он сумел преодолеть. Несмотря на автономную позицию племен Хашид и Bakil, имам содержит несколько племенных полков, и заплатит им лучше, чем другим.
В 1750 году некий маг Ахмед аль-Хасани напал на форты племён Хашид и Bakil, но в итоге был убит.
В 1750—1751 годах по приказу имама Аль-Махди Аббас в Санаа была построена мечеть аль-Махди.
В 1759 году был набег людей племени Bakil и они были побеждёны.

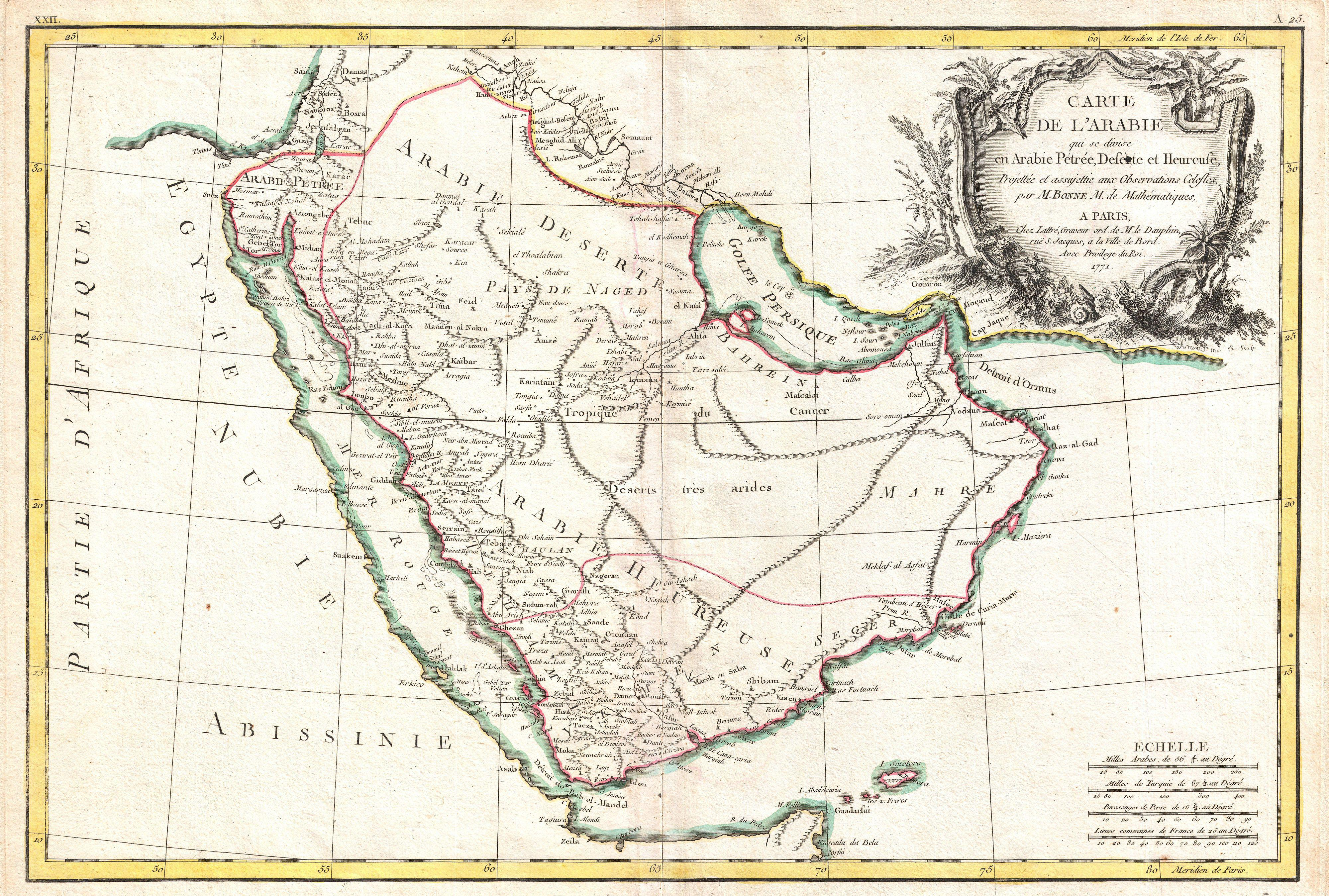
Карта Аравии датируемая 1771 годом.

В 1768 году возникла религиозная оппозиция против правления имама Аль-Махди Аббас. Некоторые кади пропагандируют восстание против управителей (губернаторов) имама, якобы люди из Санаа действовали еретическим методом. Однако, они не получили поддержки в дальнейшем.
В 1770 году был усмирён бунт племени Барат.
В 1772 году, нехватка кукурузы вызвала бунт в самой столице Санаа. Аль-Махди Аббас привел силу, которая победила бунтовщиков. Ему помогали шотландский и французский ренегаты имеющие военный опыт.

## Экономические условия при правлении имама Аль-Махди Аббас
Отчёт Карстена Нибура свидетельствует об относительном экономическом упадке государства Зайдитов. Если доход в XVII веке был целых 830 000 риалов в год, то доход резко снизился до 300000 в царствование Аль-Мансура аль-Хусейн II (1727—1748). При Аль-Махди Аббас годовой доход снова вырос до 500 тысяч риалов, по-прежнему намного ниже рекордных лет до 1720-х годов, которые были обусловленных прибылью от торговли кофе. Тем не менее, Аль-Махди Аббас был богатым правителем, по его указу было возведено несколько общественных зданий и мечетей в Санаа.

## Семья
У имама аль-Махди Аббас было около 20 сыновей.

## Конец правления
Аль-Махди Аббас умер в 1775 году, и имамат был успешно утверждал за его сыном Аль-Мансур Али I.